# Váczy János
Váczy János (Kecskemét, 1859. december 3. – Kecskemét, 1918. augusztus 1.) magyar irodalomtörténész és filológus. 1908-ban választották be a Magyar Tudományos Akadémia levelező tagjai közé.

## Életútja
Felsőfokú tanulmányokat a Budapesti Egyetem magyar-történelem szakán folytatott, középiskolai tanári oklevelet és doktorátust szerzett (1883). Budapesten kezdte pályáját, az Egyetemi Könyvtárban, majd a Magyar Nemzeti Múzeum Hírlaptárában dolgozott. 1893-tól gimnáziumban tanított.

## Munkássága
Az MTA megbízásából gyűjtötte össze Kazinczy Ferenc leveleit, melyek 1890 és 1911 közt kerültek kiadásra. A terjedelmes, jegyzetekkel, mutatókkal ellátott kötetek évente jelentek meg, a 21. kötet 1911-ben. Később pótkötetekben jelentették meg az újonnan előkerült leveleket. Monográfiát írt Kazinczyról, Berzsenyi Dánielről, Tompa Mihályról. Írt a Beöthy-féle Képes irodalomtörténetbe, az Az Osztrák–Magyar Monarchia Írásban és Képben című sorozatba.
A korabeli folyóiratokba, lapokba írt tanulmányai, könyvismertetői megszámlálhatatlanok. Közben gimnáziumban tanított és tárgya tankönyvét – Magyar irodalomtörténet – is megírta. A „KazLev” néven emlegetett 21 kötetet sok százan forgatják, sok százan hivatkoznak rá. Írásainak jelentős része – néhány digitalizált levelezés-kötet is – olvasható az interneten.

## Kötetei
1. Haller János és Hármas Istoriája, Budapest, 1885 (különnyomat a Figyelőből)
2. Deák Ferencz levelei, Budapest, 1889
3. Kazinczy Ferenc levelezése I–XXI kötet. A Magyar Tudományos Akadémia irodalomtörténeti bizottsága megbízásából közzéteszi Váczy János. Bevezetésekkel és magyarázó jegyzetekkel. Budapest, 1890–1911
4. Gróf Ráday Gedeon összes munkái, Budapest, 1892 (Olcsó Könyvtár 314.)
5. Berzsenyi Dániel életrajza. A Magyar Tudományos Akadémiától a Lévay-díjjal jutalmazott mű, Budapest, 1895 (A Magyar Tudományos Akadémia Könyvkiadó Vállalata)
6. Eliot, A vízi malom. Regény, angolból fordította Váczy János, Budapest, 1896 (Olcsó Könyvtár 1041–1052. Különnyomat a Budapesti Szemléből)
7. Berzsenyi Dániel költő és prózai művei. Szemelvények. Közzéteszi Váczy János. Budapest, 1901 (Iskolai Könyvtár)
8. Kazinczy Ferenc levelei. Szemelvények. Közzéteszi Váczy János. A Magyar Tudományos Akadémia engedélyével. Budapest, é. n. [1900 k.] (Magyar Könyvtár 130.)
9. Kazinczy: Pályám emlékezete, Budapest, 1900
10. Angyal Dávid: Magyarország története a középiskolák számára I–II. Budapest, 1901–1902. I. kötet. A III. osztály számára. Budapest, 1901; II. kötet. A IV. osztály számára. A földrajzi függeléket irta Váczy János. Számos képpel. Budapest, 1902
11. A magyar nemzeti irodalom története középiskolák felsőbb osztályai számára I–II. Budapest, 1902 (2. javított kiadás, Budapest, 1904–1906. I. kötet 3. kiadás, Budapest, 1910)
12. Kazinczy Ferencz művei, Budapest, 1904 (Magyar Remekírók VII.)
13. Petőfi Sándor, Budapest, 1907 („Uránia” Magyar Tudományos Egyesület. Népszerű Tudományos Felolvasások)
14. Kazinczy Ferenc levelei 1782–1831. A Magy. Tud. Akadémia engedélyével bevezetéssel és jegyzetekkel ellátva közzéteszi dr. Váczy János. Budapest, 1907 (Irodalomtörténeti Olvasmányok)
15. A nemzeti szellem hanyatlása és ébredése (1711–1822), Budapest, 1909 („Uránia” Magyar Tudományos Egyesület. Népszerű Tudományos Felolvasások)
16. Kazinczy Ferencz életrajza, Budapest, 1909 (Költők és Írók)
17. A nyelvújítás győzelme. Székfoglaló, Budapest, 1909 (Értekezések a nyelv- és széptudományok köréből XXI. 2.)
18. Tompa Mihály életrajza, Budapest, 1913 (A Magyar Tudományos Akadémia Könyvkiadó Vállalata)
19. Kazinczy Ferenc a szabadelvű és demokrata eszmék szolgálatában, Budapest, 1914 (Ismeretterjesztő Társulat Kiadványai 15.)
20. Kazinczy Ferenc és kora I., Budapest, 1915 (több kötet nem jelent meg)
21. Tompa Mihály emlékezete születésének 100 évfordulója alkalmából, Budapest, 1918 (Az MTA Elhunyt Tagjai Fölött Tartott Emlékbeszédek 17., 18.)

### Könyvfejezetek
- Több könyvfejezetet írt (Kazinczy költői iskolája; Kazinczy Ferenc; Az egyeztető irány; A klasszikai éposz mívelői. Horvát Endre, Czuczor Gergely, Debreczeni Márton, Garay János; Toldy Ferenc) a Beöthy-féle Képes magyar irodalomtörténetbe[3]
- Hasznos olvasmányok. Irták Benedek Elek, dr. Matlekovits Sándor, Rákosi Jenő, dr. Váczy János, Strausz Adolf, dr. Hankó Vilmos, dr. Szterényi Hugó, Straub Sándor, dr. Kunos Ignác, dr. Sajó Károly, Gaul Károly, György Aladár, dr. Ráth Zoltán, Nagy Gyula, Rohonyi Géza. Budapest, 1896 (Iparosok Olvasótára II/3-4.)
- Hasznos olvasmányok: Gelléri Mór. Az iparos ünnepel – Kelemen Géza. Anglia világgazdasági jelentősége. – Dr. Váczy János. A költészet és ipar. – Strausz Adolf. Nemzeti iparélet. – Kerekes György. Egy perpatvar a XVII. században. – Dr. Szterényi Hugó. Egynehány ritka elem hasznavehetőségéről. – Dr. Hankó Vilmos. A cseppfolyós levegő csodái. – Péter János. A prémek és utánzataik. – Scossa Dezső. A judii Gondos Viktor. Egy iparos vándorlásai. – Csizik Gyula. A könyv régente. – Tarczai György. Apró történetek. Budapest, 1904 (Iparosok Olvasótára X/4-5.)
- A magyar irodalmi kritika kezdetei In: Emlékkönyv. Beöthy Zsolt születésének hatvanadik fordulójára. Irták tanítványai, barátai, tisztelői. Budapest, 1908